# Vučja noga
Vučja noga (vučjasapka, vukonog, lat. Lycopus; /od grčkih riječi lykos (vuk) i pous (noga)/, biljni rod močvarnih trajnica iz porodice usnača (Lamiaceae) s 19 priznatih vrsta i dva hibrida. U Europi je najpoznatija europsdka vučja noga, no ovaj naziv i nije najbolji pošto je ta vrsta daleko rasprostranjenija. Čitav rod rasprostranjen je uz Europu i po Sjevernoj Americi, sjevernoj Africi, Aziji, a udomaćena je i u Australiji i Novom Zelandu.
U Hrvtskoj rastu dvije vrste, obična L. europaeus i visoka vučja noga (L. exaltatus)
Vrste ovog roda su ljekovite, a američka vučja noga (Lycopus virginicus) i europska primjenjuju se kod liječenja povećane aktivnosti štitnjače.

## Vrste
1. Lycopus alissoviae Prob.
2. Lycopus americanus Muhl. ex W.P.C.Barton
3. Lycopus amplectens Raf.
4. Lycopus angustifolius Elliott
5. Lycopus asper Greene
6. Lycopus australis R.Br.
7. Lycopus cavaleriei H.Lév.
8. Lycopus charkeviczii Prob.
9. Lycopus cokeri H.E.Ahles ex Sorrie
10. Lycopus europaeus L.
11. Lycopus exaltatus L.f.
12. Lycopus hirtellus Kom.
13. Lycopus × intermedius Hausskn.
14. Lycopus kurilensis Prob.
15. Lycopus laurentianus Roll.-Germ.
16. Lycopus lucidus Turcz. ex Benth.
17. Lycopus rubellus Moench
18. Lycopus × sherardii Steele
19. Lycopus sichotensis Prob.
20. Lycopus uniflorus Michx.
21. Lycopus virginicus L.

## Galerija
- Lycopus asper
- Lycopus amplectens
- Lycopus americanus
- Lycopus uniflorus
- Lycopus virginicus
- Lycopus rubellus
- Lycopus lucidus